# محاكمة يسوع
محاكمة يسوع هي عرض يسوع أمام المجلس الأعلى لليهود وبيلاطس البنطي الوالي الروماني، وهيرودوس أنتيباس، لم يدافع بها يسوع عن نفسه، وأفضت تحت ضغط أعضاء المجلس الأعلى لصلبه وفق رواية العهد الجديد. يعتبر حدث المحاكمة المقابل الإنجيلي لما يتم تذكاره في صباح جمعة الآلام.

## سير الأحداث

### الاعتقال

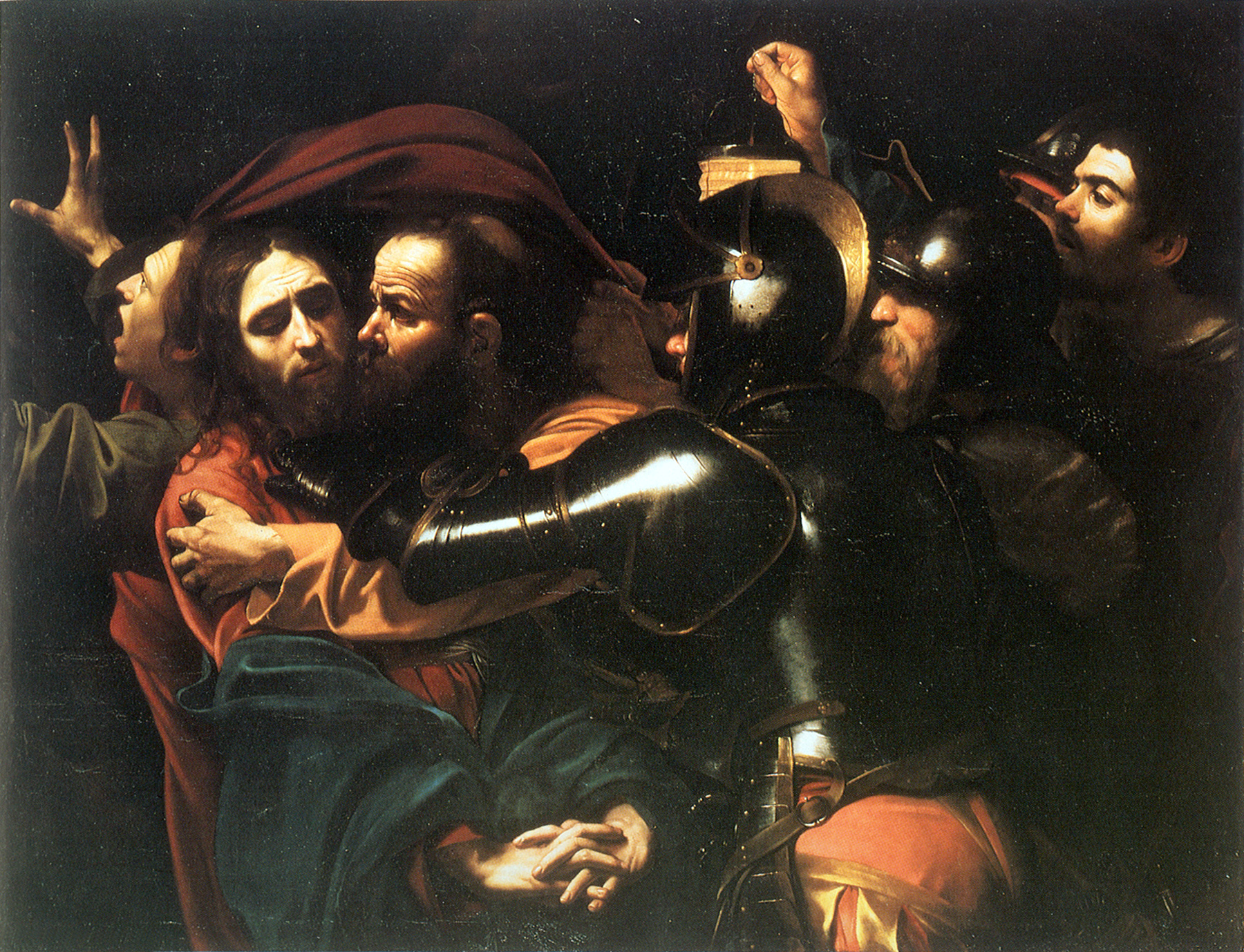
قبلة يهوذا الاسخريوطي وإلقاء القبض على يسوع. بريشة كارافاجو، 1602.

انطلق يسوع والتلاميذ نحو بستان الزيتون وهو المكان الذي كان يتردد يسوع عليه كثيرًا،يوحنا 2/18] ثم اصطحب معه الحلقة الداخلية من التلاميذ وهم بطرس ويوحنا ويعقوب ابني زبدي ولاحقًا انفرد عنهم للصلاة؛ وتتفق الأناجيل الإزائية أن حالة يسوع حينها كان يشوبها الخوف والرهبة وأنه خلال الصلاة قد طلب من الآب أن يبعد عنه ما سيلاقيه لكنه أردف: لتكن مشيئتك لا مشيئتي.لوقا 42/22] ويضيف إنجيل لوقا تفصيلاً آخر بأن ملاكًا من الماء قد ظهر يشدده بينما صارت قطرات عرقه كقطرات الدم.لوقا 44/22] وبعد صلاته عاد إلى التلاميذ فوجدهم نائمين لأن النعاس أثقل عيونهم،مرقس 40/14] لكنه قال لهم: أقبلت الساعة، ها إن ابن الإنسان يسلّم إلى أيدي الخاطئين، قوموا لنذهب فقد اقترب الذي يسلمني.مرقس 42/14] وللحال كما تتفق الأناجيل الإزائية تقدم يهوذا الاسخريوطي يرافقه فرقة من الجند الرومان وهم في الغالب يقيمون منفصلين عن اليهود في محميات خاصة خارج المدن، فلم يكونوا على اختلاط بيسوع وربما استقدموا في إطار حفظ الأمن خلال عيد الفصح لا غير، وقد اتفق مسلموه مع الجند ويهوذا، أن الذي يقبله هو يسوع، فبعد أن قبله قال له يسوع: "يا يهوذا أبقبلة تسلّم ابن الإنسان."لوقا 48/22]
لا يذكر إنجيل يوحنا شيءًا عن قبلة يهوذا، لكنه يضع التسليم في إطار لاهوتي، فعندما سأل يسوع الجند من تريدون وأجابوه أنهم يريدون يسوع الناصري، قال لهم «أنا هو»، وهو العبارة التقليدية في الديانة اليهودية للإشارة إلى الله فتراجع الجنود بقوة خارجية وسقطوا على الأرض، لكنهم قبضوا عليه بعد ذلك، وبحسب العقائد المسيحية واتفاق الأناجيل الأربعة، فهو من سمح لهم بالقبض عليه. حاول التلاميذ إبداء المقاومة، وقام بطرس بضرب عبد رئيس الكهنة المدعو ملخس فقطع أذنه، لكن يسوع رفض استخدام القوّة وقال: "ردّ سيفك إلى غمده!، فإن الذين يلجأون إلى السيف بالسيف يهلكون. أم تظنّ أني لا أقدر أن أطلب من أبي فيرسل لي اثني عشر جيشًا من الملائكة؟ ولكن كيف يتم الكتاب حيث يقول إن ما يحدث الآن لا بدّ أن يحدث".متى 52/26-54] وقام بإعادة أذن ملخس إلى مكانها، ثم وجه كلامه للجند ومرافقيهم: "أكما على لص خرجتم بالسيوف والعصي لتقبضوا علي؟ كنت كل يوم بينكم أعلم في الهيكل، ولم تقبضوا علي ولكن قد حدث هذا كله لتتم كلمات الأنبياء".متى 55/26] أما التلاميذ فقد هربوا بعد ذلك جميعًا،متى 56/26] وتركوه وحيدًا وينقل إنجيل مرقس أن الجند حاولوا اعتقال بعض التلاميذ لكنهم فشلوا.مرقس 51/14]

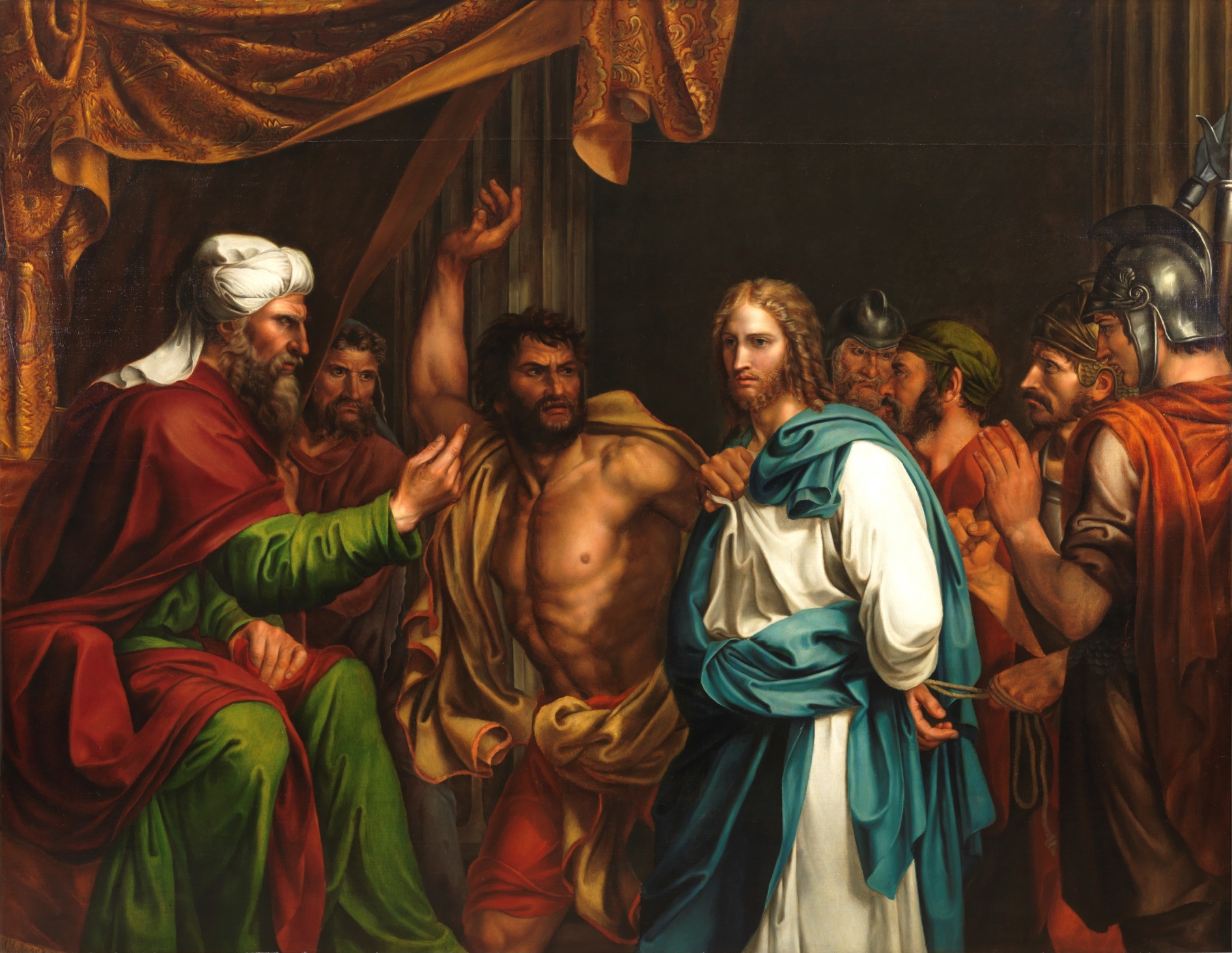
يسوع أمام المجلس الأعلى لليهود - السنهدرين، حيث تمت جلسة المحاكمة الثانية. بريشة جوزيه دي مادرازو، 1803.

### أمام حنّان، ثم أمام قيافا
سيق يسوع إلى منزل حنّان رئيس الكهنة السابق، فعلى الرغم من أن رئاسة الكهنوت في الشريعة اليهودية لا تزول، إلا أن الرومان قد تخطوا هذه القاعدة وعينوا صهره قيافا بدلاً منه، فما كان من سنهدرين وهو أعلى سلطة تنفيذة وتشريعية في المجتمع اليهودي القديم مكون من سبعين حاخامًا إلا أن اعترف برئاسة كليهما. وبعد جلسة حنّان السريعة سيق يسوع إلى منزل قيافا وهو مقر المجلس أيضًا، وقد حضر الجلسة عدد من رجال السنهدرين؛ وبحسب ما ذكر في الأناجيل فإن الجلسة الثانية في محاكمة يسوع لا يمكن أن تعتبر شرعية في الديانة اليهودية إذ تمت بسرية وتحت جنح الظلام وبحث بها الراغبون بإدانة يسوع وعلى رأسهم قيافا عن شهود زور، وقاموا بلطمه وشتمه وتعييره، ولم يرد يسوع على الاتهامات الموجهة له. أخيرًَا سأله رئيس الكهنة: "أأنت المسيح ابن المبارك؟ فقال يسوع: أنا هو، وسوف ترون ابن الإنسان جالسًا عن يمين القدرة على سحب السماء".مرقس 62/14] ما يشكل اعترافًا صريحًا بكون يسوع هو المسيح وابن الإنسان. فقام قيافا بشق ثيابه وهي حركة رمزية، إذ إنه بحسب الشريعة اليهودية لا يجوز لرئيس الكهنة أن يشق ثيابه، لكنه فعل ذلك كإشارة إلى خطيئته الصغيرة مقابل خطيئة يسوع العظيمة.
خارج بيت قيافا كان يوحنا بن زبدي وبطرس ينتظران أخبار يسوع، وخلال وقوفهما هناك، سُئل بطرس ثلاث مرات هل تعرف يسوع فأنكر، وفي المرة الثالثة: ابتدأ بطرس يلعن ويحلف قائلاً: إني لا أعرف ذلك الرجل! وفي الحال صاح الديك فتذكر بطرس كلمة يسوع إذ قال له: قبل أن يصيح الديك تكون قد أنكرتني ثلاث مرات. فخرج إلى الخارج وبكى بكاءً مرًا.متى 74/26-75]

### أمام بيلاطس البنطي
في الصباح اجتمع السنهدرين بكامله للنقاش حول عقوبة الموت المستوجبة على يسوع لكونه مجدفًا بناءً على طلب قيافا نفسه، وقد أقرّ المجلس فعلاً هذه العقوبة؛ وقد نقل الإنجيل وكذلك التقليد الكنسي اللاحق، أن عددًا من أعضاء المجلس كنيقوديومس ويوسف الرامي قد رفضا المصادقة على هذا القرار.

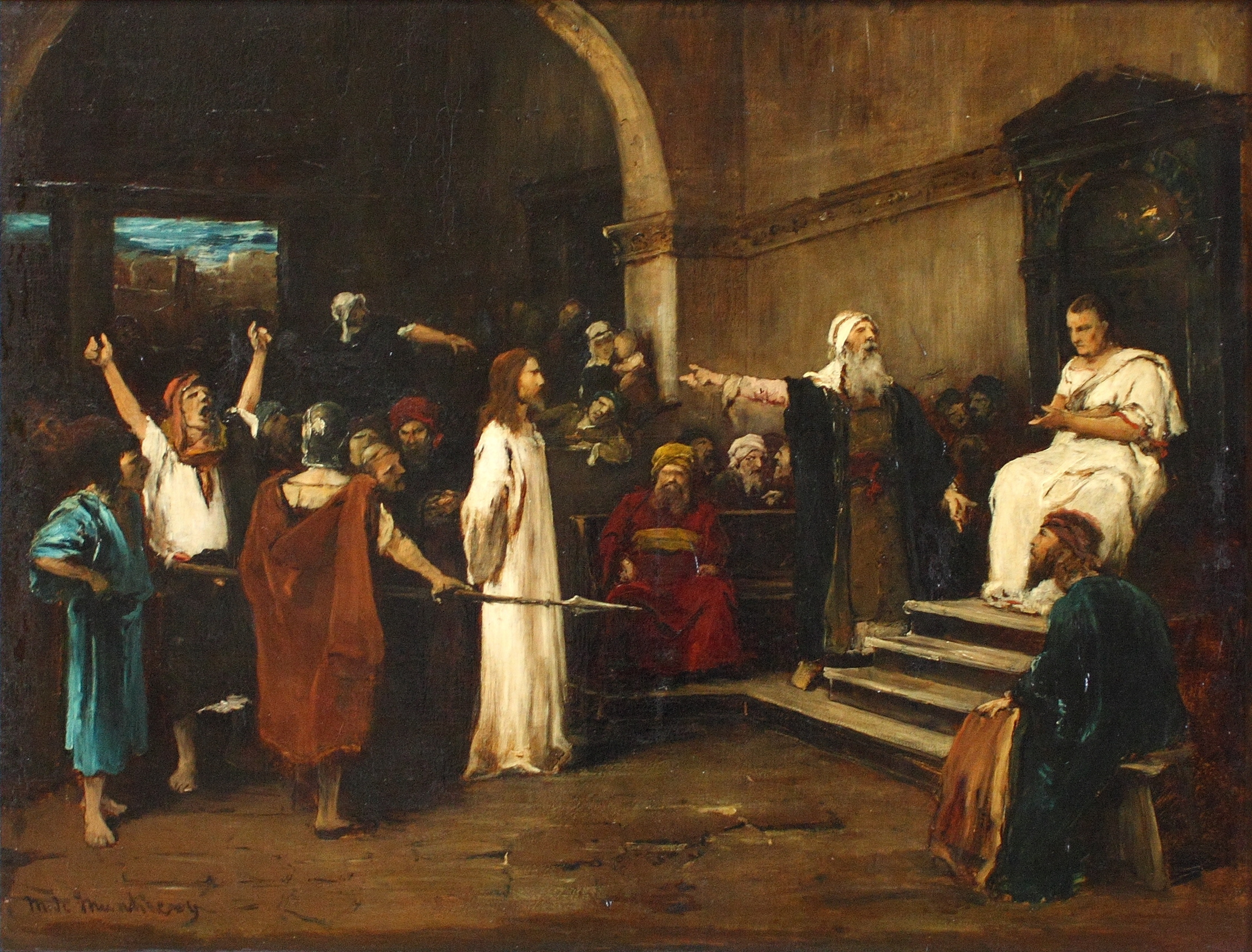
يسوع في جلسة أولى أمام بيلاطس البنطي، الحاكم الروماني. بريشة مونكاسي، 1881.

كانت الإمبراطورية الرومانية قد سحبت تنفيذ الإعدام من أيدي اليهود وقصرته على الحاكم الروماني، ولذلك كان يجب تقديم يسوع للحاكم الروماني على اليهودية بيلاطس البنطي المعيّن عليها كما كشفت السجلات التاريخية منذ عام 26. وفي الواقع فإنه كان من الممكن تأجيل محاكمة يسوع ريثما ينهي العيد ويغادر بيطلاس القدس إلى يافا، عاصمة الولاية، بحيث تخف سطوة الرومان على المدينة ويمكن بالتالي التغاضي عن تنفيذ حكم إعدام. غير أن القادة الدينين وكما يقترح عدد من مفسري الكتاب المقدس، كانوا يرمون الإسراع في التنفيذ لانشغال الناس في العيد من ناحية، وخوفًا من تحرك أنصار يسوع في حال طال أمد اعتقاله وسوى ذلك فإن تنفيذ الرومان للحكم، يرفع عنهم مسؤولية قتله أمام الجماهير. ولكون التهمة التي حوكم على أساسها يسوع بالإعدام وفق الشريعة اليهودية هي «التجديف» لا يأخذ بها القانون الروماني، كان عليهم أن يقدموا تهمة سياسية لقتله، لذلك عمدوا خلال لقائهم مع بيلاطس للتأكيد على كون يسوع إنما هو ثائر ومعادي للقيصر.

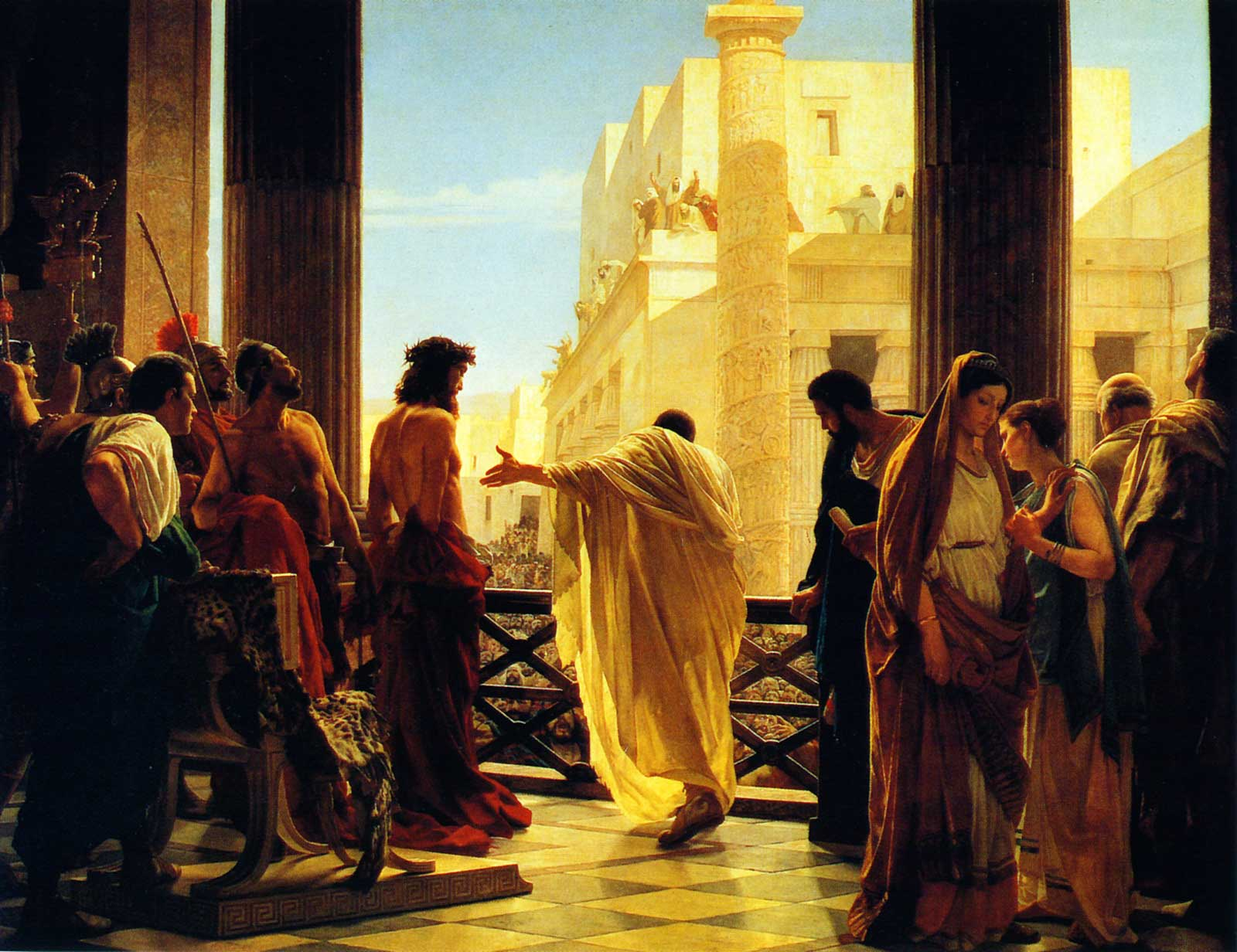
أيقونة «هذا هو الرجل» وهي العبارة التي نطق بها حسب الإنجيل بيلاطس البنطي أمام الحشد، بعد أن جلد يسوع. بريشة أنطونيرو كيسري، 1871.

قبيل لقاء يسوع مع بيلاطس كان يهوذا الاسخريوطي قد ندم على ما فعل، وأعاد ثمن الثلاثين قطعة من الفضة إلى الهيكل ثم مضى وشنق نفسه.متى 9/27] وينفرد إنجيل متى بتقديم هذا التفصيل، ويضيف أن القادة اليهود اشتروا حقلاً ليكون مقبرة للغرباء بالمبلغ، ويضيف الإنجيل أن ما حدث تمّ لإكمال نبؤة إرميا: وأخذوا الثلاثين قطعة من الفضة، ثمن الكريم الذي ثمنه بنو إسرائيل.متى 9/27] أما خلال لقاء يسوع مع بيلاطس، وهي رابع جلسة في محاكمته، وجه إليه القادة الدينيون عدة تهم، ولم يرد على أسئلة بيلاطس له حول الاتهامات الموجهة إليه، وقد أخبرهم بيلاطس صراحة: لا أجد ذنبًا في هذا الإنسان.لوقا 4/23] ولكونه جليليًا أرسله إلى هيرودوس أنتيباس ملك الجليل الموجود في القدس للاحتفال بعيد الفصح، حيث تمت خامس جلسات المحاكمة، وأعاده أنتيباس إلى بيلاطس مجددًا دون أن يبدي حكمًا فيه.
حاول بيطلاس استجواب يسوع مجددًا ولكن على انفراد، ولم يدخل القادة اليهود إلى داخل القصر لكي لا يتنجسوا وفق الشريعة اليهودية التي تقضي بعدم دخول اليهود إلى أماكن وثنية،يوحنا 28/18] بل وقفوا في فناء المنزل وتجمع حولهم عشرات من سكان المدينة والوافدين إليها. خرج بيطلاس إلى الحشد، وجدد لهم رفضه لصلبه وزاد في حيرته زوجته التي طلبت منه عدم إدانة يسوع،متى 19/27] أخيرًا أمر بيلاطس بجلد يسوع علّ ذلك يرضي الجماهير غير أنهم رفضوا مطالبين بصلبه، ويشير عدد من الباحثين أن أشبه بصراع على النفوذ كان يدور بين بيلاطس وبين القادة الدينيين وعلى رأسهم قيافا، فمن خلال تعنتهم كانوا يودون إرغام بيلاطس على إعدام يسوع تنفيذًا لقرارهم. أمر بيلاطس بعرض يسوع إلى جانب باراباس، ولما كانت من عادته أن يعفو على سجين كل عيد، خير الحشد بين يسوع الذي كان حينها قد جلد وبين باراباس الذي يوضح إنجيل مرقس أنه كان من الثوار ضد الحكومة الرومانية ومتورط في عمليات سرقة وقتل خلالها، فاختار الحشد إطلاق باراباس بل هددوا الحاكم برفع شكوى إلى القيصر بتهوانه ضد ثائر،يوحنا 12/19] وتذكر السجلات التاريخية أن اليهود، وبعيد فترة قصيرة من صلب يسوع قد اشتكوا للقيصر ضد بيلاطس، فقام بعزله، بعد ولاية دامت عشر سنوات تميزت بسوء العلاقات مع المجتمع اليهودي.

### الحكم

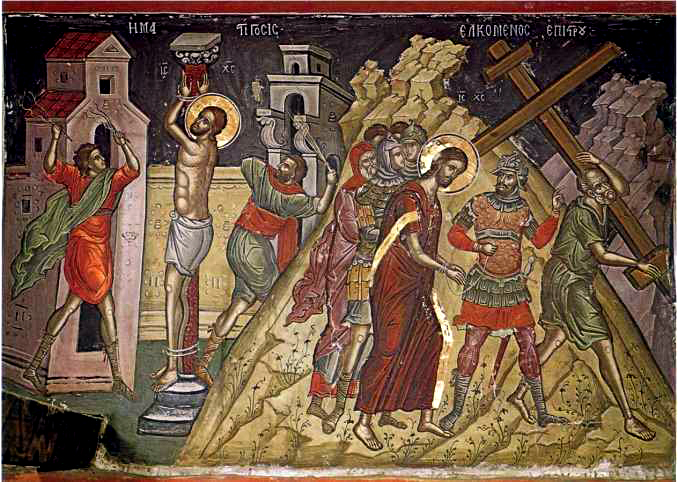
أيقونة روسية أرثوذكسية، تظهر جانبًا من درب الآلام: الجلد على العمود وإعانة سمعان في حمل الصليب.

أخذ بيلاطس ماءً وغسل يديه أمام الجمع وقال: أنا بريء من دم هذا البار.متى 27/24] ثم سلّمه ليصلب. لا يختلف باحثان أن يسوع قد أدين من قبل سلطات الإمبراطورية الرومانية بتهمة الثورة وعقوبتها الإعدام. لكن المجلس الأعلى لليهود قد حكم عليه بالموت بتهمة التجديف، وبحسب الشريعة اليهودية فإن الإعدام يجب أن يتم رجمًا بالحجارة، غير أنه ولكون الحكم صادر عن الحاكم الروماني يتعين تنفيذ الطريقة الرومانية في الإعدام وهي الصلب.
«يُفترض على نطاق واسع» أن تصوير الأناجيل لبيلاطس ينحرف كثيرًا عما ذكر في كتابات يوسيفوس وفيلون السكندري، حيث يتم تصوير بيلاطس على أنه متردد في إعدام يسوع ويتم الضغط عليه من قبل الجماهير والسلطات اليهودية. يلاحظ جون بي ماير أنه في كتابات يوسيفوس، وعلى النقيض من الأناجيل، «يقال إن بيلاطس وحده [...] يدين يسوع ويحكم عليه بالصلب». يعتقد بعض العلماء أن شهادة الإنجيل غير جديرة بالثقة تمامًا: جادل براندون أنه في الواقع، بدلاً من التردد حول إدانة يسوع، أعدم بيلاطس يسوع دون تردد باعتباره متمرّدا. أوضح بول وينتر التناقض بين بيلاطس في المصادر الأخرى وبين بيلاطس في الأناجيل، مبررا ذلك بأن المسيحيين أصبحوا أكثر شغفًا بتصوير بيلاطس كشاهد على براءة يسوع، مع ازدياد اضطهاد السلطات الرومانية للمسيحيين. ويقول بارت إيرمان إن الإنجيل الأول، مرقس، يُظهر أن اليهود وبيلاطس متفقون على إعدام يسوع (مرقس 15:15)، في حين أن الأناجيل اللاحقة تقلل تدريجيًا من ذنب بيلاطس، وبلغ ذلك ذروته في سماح بيلاطس لليهود بصلب يسوع في (يوحنا 18:16). ويربط إيرمان هذا التحول بزيادة «معاداة اليهودية». حاول آخرون شرح سلوك بيلاطس في الأناجيل بدافع تغير الظروف من تلك الظاهرة في كتابات يوسيفوس وفيلون، وعادة ما يفترضون وجود صلة بين حذر بيلاطس وموت سيانوس. ومع ذلك، جادل علماء آخرون، مثل براين ماكجينغ وبوند، بأنه لا يوجد تباين حقيقي بين سلوك بيلاطس في كتابات يوسيفوس وفيلون وسلوكه في الأناجيل. يجادل وارن كارتر بأن بيلاطس يتم تصويره على أنه ماهر، ويتلاعب بالحشد في أناجيل مرقس ومتى ويوحنا، ولم يجد يسوع بريئًا ويعدمه تحت ضغط إلا في لوقا.